# Max Bresele
Max Bresele (* 10. Dezember 1944 in Fronberg; † 1. Februar 1998 in Oberviechtach) war ein deutscher Kunstmaler, Bildhauer, Filmemacher und Objektkünstler.

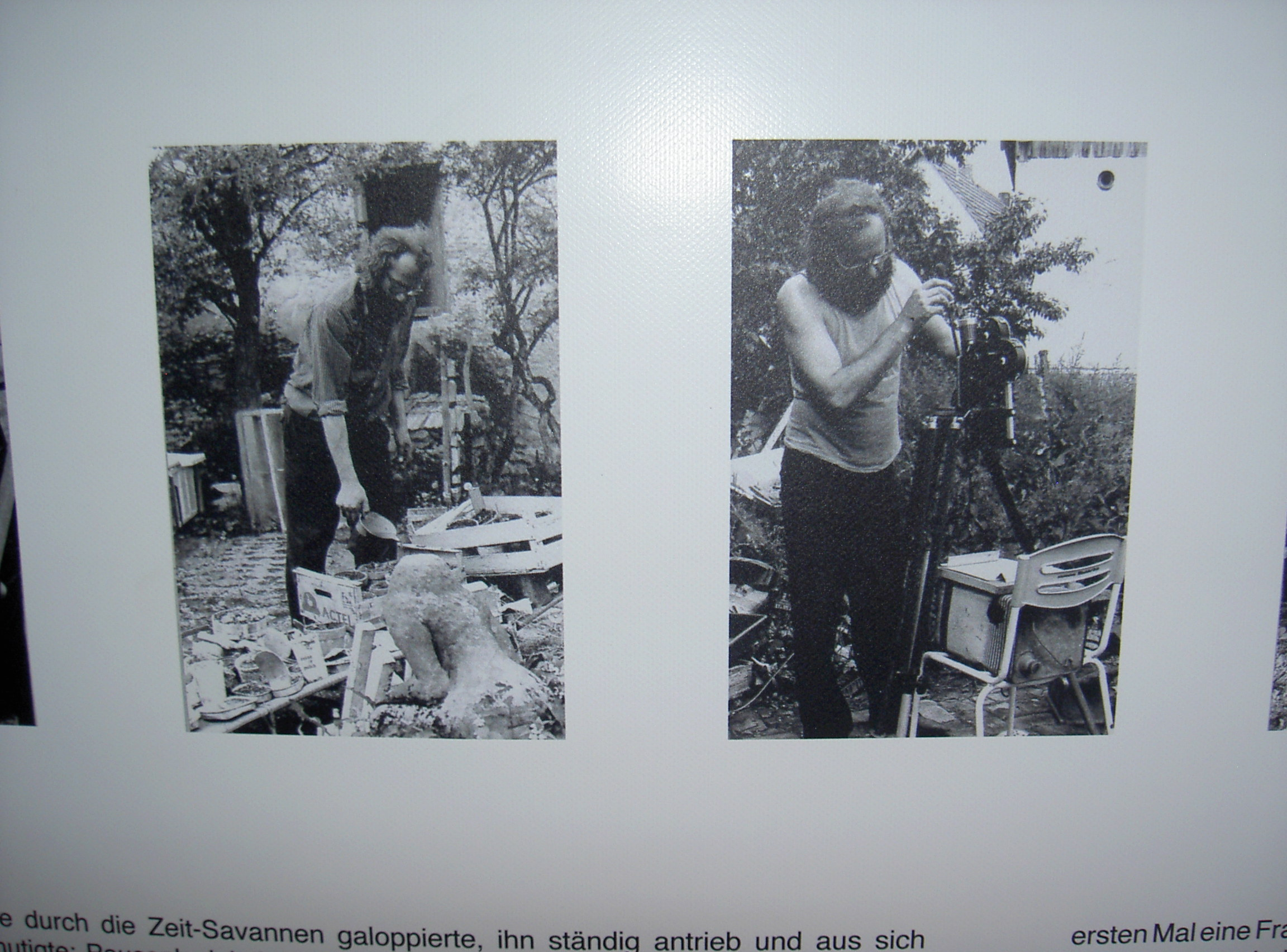
Max Bresele bei der Arbeit

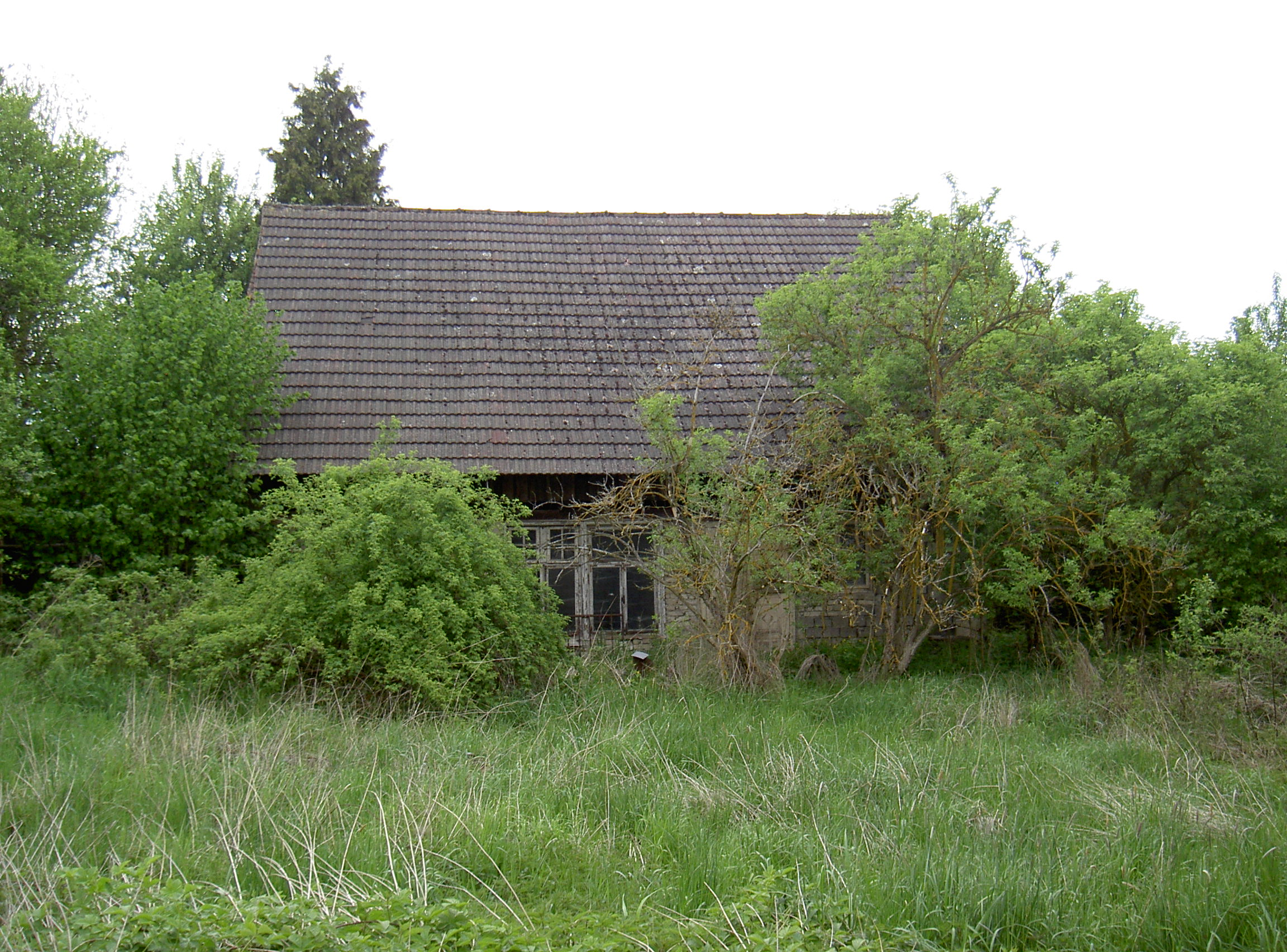
Hühnerstall in Uckersdorf, in dem Max Bresele seine letzten Lebensjahre verbrachte

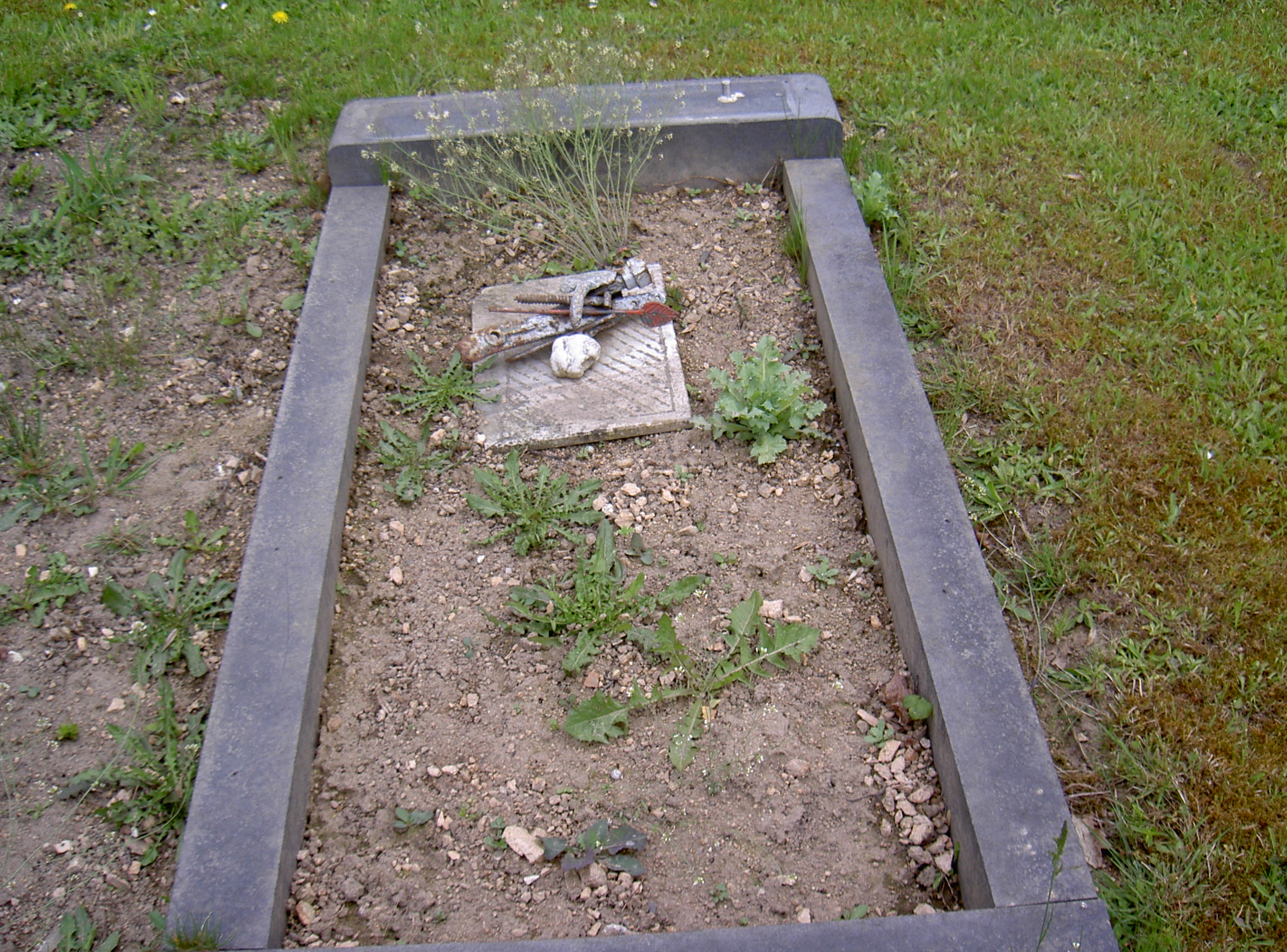
Grab von Max Bresele auf dem Friedhof Schwarzhofen

## Leben, Schaffen und Sterben
Max Bresele setzte sich in seiner Kunst mit der Bedrohung des Leibes und der Seele des Menschen auseinander und mit den vielfältigen Versuchen, damit umzugehen. Als Material für seine Kunstwerke benutzte Max Bresele neben konventionellen Mitteln, wie Farbe, Leinwand, Papier, Holz, jegliche Art von Schrott und Abfall, die das menschliche Leben produziert.
Max Bresele fuhr mit seinem Moped mit Anhänger, den er mit seinen Kunstwerken vollgestopft hatte, durch ganz Deutschland auf Ausstellungen und Kunstmessen. Er beteiligte sich in den 1980er Jahren am Widerstand gegen die Wiederaufarbeitungsanlage Wackersdorf, wo er im Taxöldner Forst mit Notstromaggregat und Filmprojektor selbstgemachte Kurzfilme zeigte.
Nach Max Bresele ist ein Filmpreis benannt, der jährlich auf der Regensburger Kurzfilmwoche für engagierte Kurzfilme mit politischer Wirkung vergeben wird.
Max Bresele lebte die letzten Jahre seines Lebens teils in einem abgestellten hölzernen Wohnwagen, teils in einem Hühnerstall in Uckersdorf. Seine Werke füllten eine große Scheune in Uckersdorf, eine alte Fabrikhalle in Altendorf und das große Gartengrundstück rund um seine Behausung. 1998 starb er an Darmkrebs im Krankenhaus Oberviechtach.
Das Grab von Max Bresele befindet sich auf dem Friedhof Schwarzhofen. Während der ersten Jahre nach seinem Tod war es mit einem künstlerisch gestalteten  Grabstein geschmückt. Dieser ist jetzt (2014) verschwunden und nur ein kleines Bresele-Objekt ziert zwischen Löwenzahn und Hirtentäschel die Grabstelle.
2012 lief die Mietzeit der Grabstelle von Max Bresele aus und es hätte 15 € gekostet, diese zu verlängern. Die Gemeinde Schwarzhofen war zu dieser Geldausgabe nicht bereit und Leute, die dazu bereit gewesen wären, wurden nicht informiert. Also wurde das Grab aufgelassen und der künstlerisch wertvolle Grabstein bei einem Steinmetz in der Nähe gelagert.
Um den umfangreichen Nachlass von Max Bresele kümmert sich der Kunstverein Weiden. Im Juli 2017 wurde in den Räumen des Kunstvereins Weiden in der Ledererstraße 6, 92637 Weiden ein Max-Bresele-Museum eröffnet.

## Ausstellungen
- 6. November bis 31. Dezember 2011, Kunsthalle Pertolzhofen: EIN KÜNSTLER IN DER OBERPFALZ: MAX BRESELE 1944 - 1998[9]
- 21. Oktober 2011 bis 13. November 2011, Kunstverein Weiden: Wilde Kerle, die mit Visionen Ernst gemacht haben "Wir von hier"  Arbeiten von Karl Aichinger und Max Bresele.[10][11]
- 4. Oktober 2013 bis 25. Oktober 2013, Kunst- und Gewerbeverein Regensburg: Aus dem Nachlass von Max Bresele[12]